# Frequency – Livsfarlig frekvens
Frequency - Livsfarlig frekvens (originaltitel: Frequency) är en amerikansk långfilm från år 2000 i regi av Gregory Hoblit.

## Handling
Polisen John Sullivan är född och uppvuxen i New York. Hans flickvän har precis lämnat honom och det har snart gått 30 år sedan hans far, brandmannen Frank Sullivan, dog då han försökte släcka en brand i en lagerlokal. En kväll får John besök av sin barndomsvän Gordo och dennes son, och de hittar Franks gamla komradio i en garderob. De bestämmer sig för att se efter om den fortfarande fungerar, vilket den gör. John får snart kontakt med en man som älskar baseboll och rock'n'roll och arbetar som brandman. Snart inser John att denne man är hans far, som dog för snart 30 år sedan. Han lyckas övertyga Frank om att så verkligen är fallet, och tillsammans bestämmer de sig för att förändra det förflutna. Frank överlever nu branden, men snart blir de båda inblandade i jakten på en seriemördare.

## Om filmen
Dennis Quaid skadade sig under inspelningen av scenen där han tar sig ut ur den brinnande lagerlokalen och såret fick sys ihop med 16 stygn. I filmen gestaltas Johns (Jim Caviezel) mamma av Elizabeth Mitchell och i filmen ska hennes karaktär vara ungefär lika gammal som Quaids karaktär. I verkligheten är Caviezel äldre än Mitchell. Då filmen hade premiär hade Quaid precis fyllt 46, Caviezel var 31 och Mitchell var 30.

## Rollista i urval
- Dennis Quaid - Frank Sullivan
- Jim Caviezel - John Sullivan
- Shawn Doyle - Jack Shepard
- Elizabeth Mitchell - Julia Sullivan
- Andre Braugher - Satch DeLeon
- Noah Emmerich - Gordo Hersch
- Marin Hinkle - Sissy Clark